# Aartsbisdom Delhi
Het aartsbisdom Delhi (Latijn: Archidioecesis Delhiensis) is een rooms-katholiek aartsbisdom met als zetel New Delhi, de hoofdstad van India. De aartsbisschop van Delhi is metropoliet van de kerkprovincie Delhi, waartoe ook de volgende suffragane bisdommen behoren:
- Jammu-Srinagar
- Jullundur
- Simla-Chandigarh

## Geschiedenis
Het aartsbisdom werd opgericht op 13 september 1910, als het aartsbisdom Simla, uit delen van het aartsbisdom Agra en het bisdom Lahore. Op 13 april 1937 veranderde het van naam naar aartsbisdom Delhi-Simla. Op 4 juni 1959 splitste het bisdom Simla zich af en veranderde het van naam naar aartsbisdom Delhi. 

## Parochies
Het aartsbisdom had in 2021 een oppervlakte van 14.420 km2 en telde 29.139.000 inwoners waarvan 0,3% rooms-katholiek was.

## Aartsbisschoppen
- Anselm Edward John Kenealy (21 december 1910 - 13 januari 1936; apostolisch administrator tot 13 april 1937)
- Sylvester Patrick Mulligan (13 april 1937 - 16 augustus 1950)
  - John Burke (apostolisch administrator: 1950 - 12 april 1951)
- Joseph Alexander Fernandes (12 april 1951 - 16 september 1967)
- Angelo Innocent Fernandes (16 september 1967 - 19 november 1990; coadjutor sinds 4 juni 1959)
- Alan Basil de Lastic (19 november 1990 - 20 juni 2000)
- Vincent Michael Concessao (7 september 2000 - 30 november 2012; hulpbisschop: 3 februari 1995 - 5 november 1998)
  - Franco Mulakkal (hulpbisschop: 17 januari 2009 - 13 juni 2013)
- Anil Joseph Thomas Couto (30 november 2012 - heden; hulpbisschop: 22 december 2000 - 24 februari 2007)
  - Deepak Valerian Tauro (hulpbisschop: 16 juli 2021 - heden)

Delhi (aartsbisdom) · Jammu-Srinagar · Jullundur · Simla-Chandigarh